# Metro-Goldwyn-Mayer
Metro Goldwyn Mayer (Psáno též jako MGM, M-G-M, Metro-Goldwyn-Mayer Pictures, Metro-Goldwyn-Mayer, nebo Metro) je americká mediální společnost zaměřená na produkci a distribuci filmů a televizních pořadů.
Studio bylo založeno v roce 1924, když Marcus Loew a Louis B. Mayer spojili společnosti Metro Pictures, Goldwyn Pictures a Louis B. Mayer Pictures. Její sídlo se nachází v Beverly Hills v Kalifornii.
V roce 1971 bylo oznámeno, že se MGM hodlá spojit s 20th Century Fox, plán se však nikdy nestal skutečností. V průběhu následujících 39 let studio často měnilo svého majitele až do 3. listopadu 2010, kdy studio požádalo o bankrotovou ochranu před věřiteli. Z konkurzu se dostalo 20. prosince 2010, kdy se manažeři Spyglass Entertainment, Gary Barber a Roger Birnbaum společně stali předsedy a výkonnými řediteli společnosti Metro-Goldwyn-Mayer.

## Přehled
Oficiálním heslem studia je "Ars Gratia Artis", což je latinský výraz pro "umění pro umění". Logem studia je řvoucí lev obklopený kruhem z filmu. Logo, ve kterém se nalézá lev Leo, bylo vytvořeno již v roce 1916 pro Metro Goldwyn a v roce 1924 bylo aktualizováno pro MGM. Logo bylo původně tiché, lví řev byl přidán do loga poprvé v srpnu 1928. V Hollywoodu bylo dominantním studiem s vysokým postavením. Přestože se filmům studia velmi dařilo, prodělaly v roce 1960 značné množství peněz . V roce 1967 se společnost stala druhým největším akcionářem. V roce 1969 Kirk Kerkorian koupil 40 % společnosti. Studio produkovalo pět až šest filmů za rok s produkcí jiným studií.

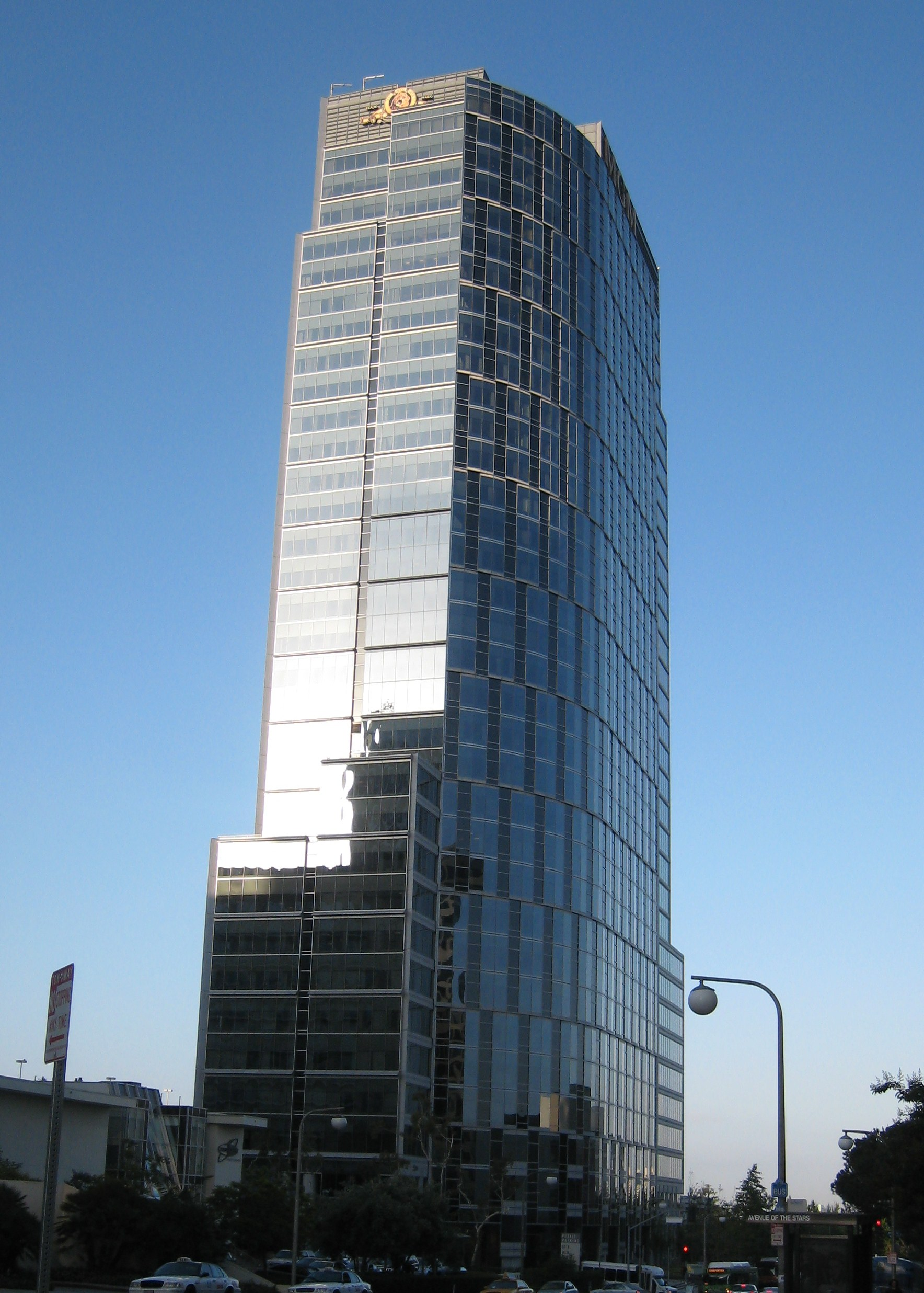
Pohled na MGM Tower v Los Angeles. Na vrcholku budovy lze vidět lva řvoucího v kruhu z filmového pásu

Studio proslavil kromě Toma a Jerryho  také nový film James Bond který na plátnech sklízel velký úspěch. Aby studio zvýšilo svoji produkci, začalo investovat, čímž vzniklo mnoho dluhů. Další dluhy nastaly v roce 1980 a brzy 1990. Dne 5. srpna 1986 studio zakoupil Turner Broadcasting System za 1,5 miliardy dolarů. Firma Turner Broadcasting System studio pod svými křídly drželo celých 74 dnů a poté ji prodalo zpět. Mnoho laboratorních zařízení bylo prodáno Lorimar-Telepictures. V roce 1989 se společnost snažila zakoupit firma Qintex, ale dohoda se zhroutila. V roce 1997 MGM zakoupila firma Metromedia za 573 000 000 dolarů. V roce 1999 získala vysílací práva na více než 800 svých filmů. V roce 2001 zakoupila 20% společnosti firma Cablevision Systems za 825 000 000 dolarů. Firma Universal Studios se pokoušela MGM v roce 2003 převzít, ale to se ji nepodařilo a byla nucena prodat některé ze svých investic do kabelových kanálů (s ohledem na ztrátu 75 milionů dolarů na dohodě). Dluhy negativně ovlivnily obchody MGM. Dne 23. září 2004 studio MGM získaly v rámci partnerství firmy Sony Corporation of America, Comcast, Texas Pacific Group, (TPG Capital (nyní LP)), Providence Equity Partners a další investoři. V Las Vegas se též nachází hotel a kasino s názvem MGM Grand, jež nechal v 70. letech vybudovat tehdejší majitel studia MGM Kirk Kerkorian. Dnes již však tento hotel a kasino nemají se společností MGM nic společného.

## Historie
V roce 1919 zakoupil filmový magnát Marcus Loew společnost Metro Pictures Corporation aby zajistil stálou dodávku filmů pro svůj řetězec divadel. Jelikož tyto filmy nebyly příliš úspěšné, rozhodl se pro zlepšení jejich kvality v roce 1924 zakoupit společnost Goldwyn Pictures. Tento nákup vyžadoval aby někdo dohlížel na nově probíhající operace v Hollywoodu, jenže Marcusův dlouholetý asistent Nicholas Schneck byl potřeba v hlavním sídle v New Yorku aby dohlížel na zdejších 150 divadel. Tuto situaci řešil po dohodě s Louisem B. Mayerem nákupem jeho filmové společnosti Louis B. Mayer Pictures. Mayer se stal hlavou nově pojmenované společnosti Metro-Goldwyn-Mayer společně s Irvingem Thalbergem jako vedoucím výroby. MGM během prvních dvou let vytvořilo více než 100 celovečerních filmů. V roce 1925 představilo extravagantní a úspěšný film Ben-Hur se ziskem 4.7 milionu dolarů. Marcus Loew zemřel v roce 1927 a kontrolu nad společností převzal jeho asistent Nicholas Schneck. V roce 1929 se Schneckovým souhlasem zakoupil William Fox podíl rodiny Loewových, s čímž Mayer a Thalberg rázně nesouhlasili. Za nedlouho, v létě 1929 byl Fox vážně zraněn při automobilové nehodě. V době po jeho uzdravení, na podzim roku 1929 však americký trh zasáhl krach na burze, který Foxe téměř zničil stejně, jako zničil jakoukoli šanci na sloučení společností. Schneck a Mayer spolu nikdy nevycházeli (Mayer dokonce Schnecka – svého vedoucího nazýval "Pan Skunk"), jenže Foxův neúspěch jejich nepřátelství ještě prohloubil.
Od samého počátků MGM vyslýchalo potřeby diváků a zakládalo na propracovanosti snímků. Mayer a Thalberg začali postupně vytvářet nové hvězdy. Mezni nimi třeba Greta Garbo, John Gilbert, William Haines, Joan Crawford a Norma Shearer. Zavedená jména jako Lon Chaney, William Powel, Buster Keaton a Wallace Beery byli najati z jiných studií. Najímali také nejlepší režiséry jako třeba King Vidor, Clarence Brown, Erich von Stroheim, Tod Browning a Victor Seastorm. Příchod mluvených filmů v letech 1928–1929 dal příležitost vzniku nových hvězd.
MGM bylo jedno z prvních studií, které experimentovalo s natáčením barevných snímků pomocí Technicoloru. Použitím dvoubarevným Technicolor procesem MGM natočilo například The Uninvited Guest (1923), The Big Parade (1925), Ben-Hur (1925) a další. V roce 1928 MGM představilo film The Viking – první kompletní Technicolor snímek se zvukem (synchronizované zvukové efekty, hudba, avšak bez mluveného dialogu).